# Hackare
Hackare (engelska och alternativt: hacker) beskriver en person inom datorvärlden med flera betydelser. Vanligen syftar den på en hängiven och tekniskt vetgirig datorentusiast. Termen skiljer sig då från crackare, som arbetar med att ta sig förbi datorrelaterade säkerhetssystem[källa behövs]. Ordet är ursprungligen studentjargong men har med datorteknikens spridning fått vidare användning.

## Bakgrund och olika betydelser
Begreppet hackare eller hacker har använts i tre olika betydelser. Dessa är:
1. hängiven och duktig datortekniker
2. person som utnyttjar sina kunskaper för att bryta sig in i datorsystem
3. programmerare vars verksamhet är oprofessionell och osystematisk

### Tidig betydelse: kunnig omdanare
Ordet hacker började under 1960-talet användas vid Massachusetts Institute of Technology (MIT), för att beskriva personer som förstod sig på universitetets allt mer komplexa modelljärnväg. Att göra en liten ändring i denna kallades för ett hack.
I denna tidiga hackerkultur var programmeraren även en visionär. Hen såg datortekniken som verktyg i ett uppror mot den rådande makten, ett verktyg med stor potential för att förändra samhället. För en hackare var datorn centrum i tillvaron
Hacktivister är hackare som, enligt dem själva, jobbar för en god sak och hackar sig in på och förstör webbsidor och system som de tycker är fel.

### Senare betydelse: kunnig och vetgirig
Numera beskriver termen främst personer som excellerar i programmering och som vetgirigt tar till sig program- och hårdvara. En hackare använder sina kunskaper till att skaffa ny, icke tillgänglig information om ett system. Genom att analysera eller manipulera systemet försöker hackaren förstå och få kunskap om hur det beter sig. Hackning innefattar metoder som reverse engineering, disassemblering och dekompilering. En hackares verktyg består bland annat av en och en disassemblator, men ofta krävs det att hackaren skriver egna verktyg för att underlätta ett hack. 
Från ordet hackare kommer verbet hacka, vilket ofta används i betydelsen programmera eller lösa problem.

### Alternativ betydelse: klåpare
En tredje betydelse finns av ordet. Den syftar på en person som inte är särskilt kompetent eller systematisk i sin roll som programmerare.

## Hackerkulturens betydelse

### Datorutveckling och fri tillgång
De senaste årtiondenas tekniska utveckling och datorisering av samhället har fått stora bidrag från personerna inom hackerkulturen. Bland annat skedde persondatorrevolutionen (exempel: Apple) i slutet av 1970-talet som en direkt följd av denna kultur.
I hackerkulturen ingår även en filosofi om att programvara inte ska vara enskild egendom. Tanken om den fria tillgången och gemensamma utvecklandet av tekniken har senare utvecklats vidare av aktiva inom fri programvara.
I Internetåldern har många samarbetsprojekt utvecklats där olika sorts information spritts utan krav på enskilt ägandeskap. Ibland står dessa projekt i strid med allmänna lagar (exempel: olaglig fildelning), ibland utvecklas de via nya licenskoncept (exempel: Wikipedia och andra Creative Commons-relaterade projekt). Från engelskan har avledda begrepp som hackathon (sammankomst av hackare) och editathon (jämför skrivstuga) spritts vidare.

### Hackare och knäckare/crackare
Filosofin om allas fria tillgång till tekniken har för vissa hackare motiverat inbrytningen förbi säkerhetskontrollerna i de olika datorsystemen. Dessutom gav de lyckade dataintrången bevis på systemens sårbarhet, vilket kunde bidra till att föra kunskapsutvecklingen framåt. I denna betydelse har den systemknäckande hackaren fått stor uppmärksamhet, ofta i betydelsen "databrottsling".
En systemknäckande hackare benämns dock med ett tydligare ord knäckare eller crackare (engelska: cracker). En sådan arbetar med att ta sig förbi olika former av säkerhetsspärrar i datorsystem. Det kan handla om att ta sig in i ett datornätverk eller bryta kopieringsskydd. En knäckare verksamhet kan vara både laglig och olaglig. En laglig knäckare kan till exempel arbeta med att granska ett säkerhetssystem i syfte att hitta brister åt en uppdragsgivare.
Vissa knäckare är dock även hackare. Ett exempel på exponering av hackare med betoning på knäckare är science fiction-filmen War Games (1983).

## Hackare och ingenjörer
Hackarens och ingenjörens roll har flera beröringspunkter och överlappar delvis varandra, men de har också flera skillnader. Båda skaffar sig djuplodande kunskaper inom teknik och söker kreativa och innovativa användningsområden för tekniken. En viktig skillnad är att ingenjörens problemlösning görs inom ramen för ett yrke och en anställning, medan hackning är en hobbyverksamhet[källa behövs]. Skillnader finns också i identiteten; ingenjören studerar naturens och matematikens lagar för att kunna konstruera nya system. Hackaren, däremot, utforskar nyfiket befintliga system och kan använda dessa på nya sätt[källa behövs]. Tänk dig telefonnätet som exempel: Ingenjörens problem är hur samtal ska kunna kopplas mellan olika abonnenter. Hackaren funderar då på vad telefonsystemet kan göra förutom att koppla samtal med abonnenter.[källa behövs]
Hackarens motivation är alltså i grunden en nyfikenhet över befintliga systems oanade möjligheter, medan ingenjören drivs av behovet av nya system.[källa behövs] Det betyder inte att verktygen behöver skilja sig åt; båda använder sig av discipliner som matematik, logik, elektronik och mjukvaruutveckling.